# Sepiola
Sepiola Leach, 1817 è un genere di molluschi cefalopodi marini appartenente alla famiglia Sepiolidae. 

## Descrizione
Presentano fotofori e due file di ventose sui tentacoli.

## Distribuzione e habitat
Sono diffuse in tutti gli oceani.

## Tassonomia
Il genere comprende le seguenti specie:
- Sepiola affinis Naef, 1912
- Sepiola atlantica A. d'Orbigny, 1842
- Sepiola boletzkyi Bello & Salman, 2015
- Sepiola bursadhaesa Bello, 2013
- Sepiola intermedia Naef, 1912
- Sepiola robusta Naef, 1912
- Sepiola rondeletii Leach, 1817
- Sepiola rossiaeformis Pfeffer, 1884
- Sepiola steenstrupiana F. Levy, 1912
- Sepiola tridens de Heij & Goud, 2010

Binomi obsoleti
- Sepiola aurantiaca Jatta, 1896 = Adinaefiola aurantiaca (Jatta, 1896)
- Sepiola birostrata Sasaki, 1918 = Lusepiola birostrata (Sasaki, 1918)
- Sepiola knudseni Adam, 1984 = Boletzkyola knudseni (Adam, 1984)
- Sepiola ligulata Naef, 1912 = Adinaefiola ligulata (Naef, 1912)
- Sepiola parva Sasaki, 1914 = Eumandya parva (Sasaki, 1914)
- Sepiola pfefferi Grimpe, 1921 = Adinaefiola pfefferi (Grimpe, 1921)
- Sepiola trirostrata G.L. Voss, 1962 = Lusepiola trirostrata (G.L. Voss, 1962)